# Christoph Tiemann

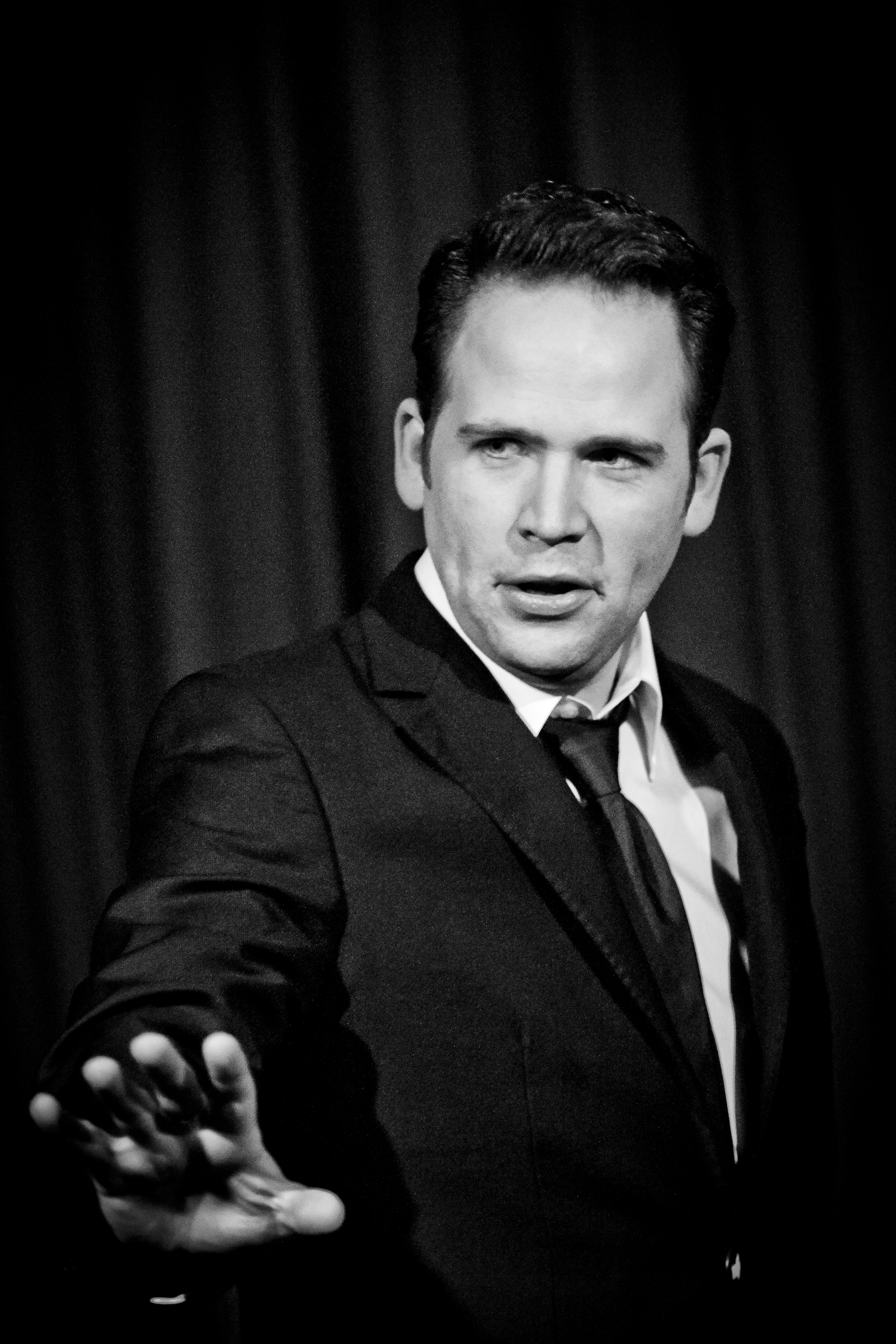
Christoph Tiemann (2012)

Christoph Tiemann (* 4. Dezember 1977 in Dortmund) ist ein deutscher Schauspieler, Kabarettist, Autor, Hörspiel-Produzent und Hörfunk-Moderator. Er lebt und arbeitet in Münster.

## Leben
Christoph Tiemann wuchs auf in Selm. Nach dem Zivildienst studierte Tiemann ab 1998 in Münster. Während des Studiums schrieb und moderierte er für das Campusradio Radio Q der Städte Münster und Steinfurt und war Mitglied verschiedener studentischer Theatergruppen.
Tiemanns Laufbahn im WDR begann 2003 als freier Mitarbeiter von 1LIVE. Hier war er bereits Autor für die Comedyredaktion und 2004 Hörspielsprecher für den interaktiven Live-Hörspielkrimi Eins Live Dekoder. Seit 2004 arbeitet er ständig als Autor und Sprecher für die wöchentlichen Satiresendungen WDR 2 Zugabe und Spaß 5 bzw. Satire Deluxe. Seit 2016 gehört er auch zum Kreis der Moderatoren.
Zwischen 2007 und 2008 produzierte er den Videopodcast das W-Team für die WAZ-Mediengruppe. Außerdem produzierte Tiemann 2008 das Kurzhörspiel Mutabor, das im selben Jahr bei den ARD-Hörspieltagen für den Hörspielpreis Premiere im Netz nominiert war.
Im WDR 5-Radio ist Tiemann mit seiner wöchentlichen Kolumne Tiemanns Wortgeflecht seit 2009 auf Sendung, in der er unterhaltsam die Herkunft von Redewendungen und Sprichworten erklärt. Zur 200. Folge veröffentlichte Tiemann 2014 im Rowohlt Verlag mit Gebratene Störche mit phatten Beats eine Buchversion. Einige Episoden wurden zum zehnjährigen Jubiläum der Reihe erstmals als Videoclips produziert und über die Mediathek des Westdeutschen Rundfunks ausgespielt.
2016 erhielt er im WDR 5 mit Tiemanns Meldung der Woche eine weitere, wöchentliche Kolumne, die ebenfalls innerhalb des Magazins Leonardo – Wissenschaft und mehr zu hören ist. Für die Sendung Neugier genügt produziert Tiemann regelmäßig Radio-Features für die Thementage des Senders.
Für das WDR Fernsehen steht er seit 2014 mit seiner Serie Tiemann testet vor der Kamera.
Seit 2005 ist er festes Mitglied des Improvisationstheaters placebo.
Ab 2006 wirkte er als Schauspieler in verschiedenen Produktionen der Städtischen Bühnen Münster und des Theater Oberhausens mit.
2009 gründeten Tiemann und Urs von Wulfen mit Cubarett die erste offene Kabarettbühne in Münster. Im Februar 2016 wurde die Reihe mit der 50. Ausgabe eingestellt.
Für den Science-Slam Münster steht Tiemann seit 2010 als Host und Moderator auf der Bühne.
Mit seinem ersten Solo-Kabarettprogramm Kabarettverbot ging er 2010 auf Tour und wurde 2011 mit dem Reinheimer Satirelöwen und 2013 mit dem Kabarettpreis Scharfe Barte der Stadt Melsungen ausgezeichnet.
Sein zweites Solo Jetzt wird’s gewöhnlich feierte 2013 Premiere. 2015 gewann Tiemann damit den Jurypreis Der Goldene Rottweiler und im gleichen Jahr den Jury- und Publikumspreis des Rösrather Kabarettfestivals. 2016 belegte er bei dem Kabarettpreis Das Schwarze Schaf den zweiten Platz. Angriffslustig ist der Titel seines dritten Solo-Kabaretts und feierte am 11. November 2016 Premiere.
Als Autor von überwiegend satirischen Theaterstücken trat Tiemann das erste Mal 2003 in Erscheinung. Die Fußballkomödie „Othello – Abseits von Afrika“ versetzt den zeitlos klassischen Stoff des Eifersuchtsdramas „Othello“ in das heutige Fußballmilieu. Mit „The All American Arztroman“ folgte 2006 eine kritische Auseinandersetzung mit unserem Bild von den USA.
Für das 15. Projekt des Theaterjugendorchesters Münster schrieb Tiemann das Retrofuturistical „Mondraketenmassaker“. Die „lustvolle und parodistische Rückreise in eine vergangene Zukunftsvision“ mit der Musik von Stéphane Fromageot wurde im April 2015 am Theater Münster uraufgeführt. Ebenfalls 2015 schuf Tiemann eine Theaterversion der „Mars-Chroniken“ nach Ray Bradbury, die von Alban Renz inszeniert und mit „Cactus Junges Theater“ aufgeführt wurde.
2016 wurde Christoph Tiemann mit dem Wirtschafts- und Kulturförderpreis seiner Heimatstadt Selm geehrt.
2018 gründete Tiemann zusammen mit Markus von Hagen und Urs von Wulfen das Kabarett-Trio „3Uneinigkeit“. Das erste Programm „Suche Frieden – Biete Zoff!“ greift das Motto des 101. Deutschen Katholikentags in Münster auf und wurde dort uraufgeführt.

### Christoph Tiemann & das Theater ex libris

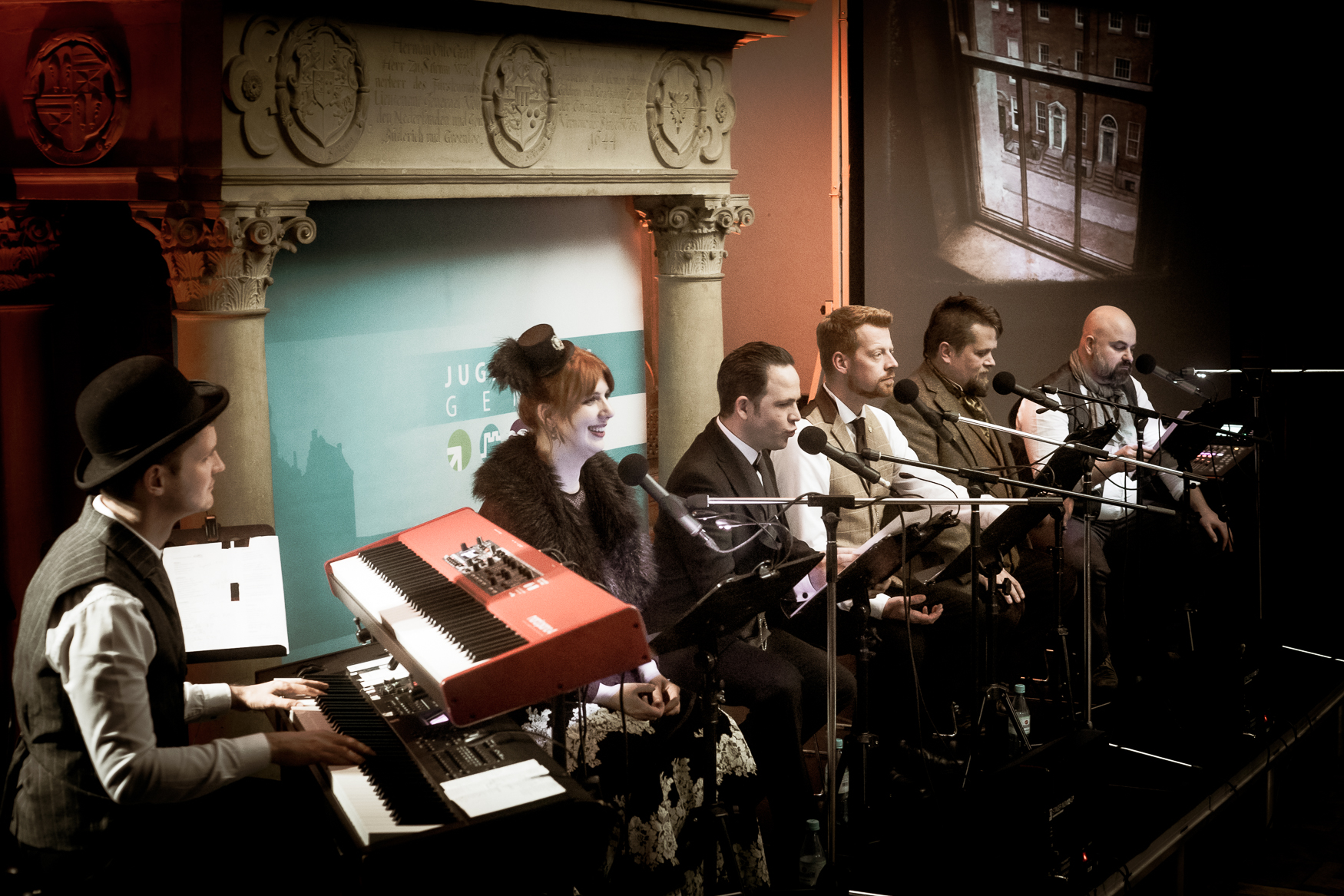
Christoph Tiemann und das Theater ex libris (2019)

Tiemann gilt als Spoken Word Artist und produziert seit 2006 verschiedenste Lesungen und Live-Hörspiele. Zu den ersten zählt die 2010 initiierte Lesereihe Die drei ???. Zusammen mit seinem Ensemble hat er bis 2016 über 100 szenische Lesungen der 25 klassischen Fälle produziert und aufgeführt. Im Gegensatz zum Hörspiel liest das Ensemble in verteilten Rollen direkt aus den Büchern. Die Vorstellungen werden dabei von einem Improvisationsmusiker begleitet und dramaturgisch abgestimmten Szenenbildern ergänzt.
Mit dem gleichen Konzept bringen „Christoph Tiemann & das Theater ex libris“ seit 2017 auch weitere Literaturklassiker wie Die Abenteuer des Sherlock Holmes, Dracula von Bram Stoker und Charles Dickens’ Weihnachtsgeschichte als multimediale Live-Hörspiele auf die Bühne.
Grundlage sind die Original-Texte der Autoren, die Tiemann für die Live-Produktionen bearbeitet und teilweise neu arrangiert. So werden beim ersten Sherlock-Holmes-Programm „Eine Studie in Sherlock“ Teile des ersten Holmes-Romans „Eine Studie in Scharlachrot“ mit den Kurzgeschichten „Ein Skandal im Fürstentum O.“ und „Das gefleckte Band“ zu einem Literaturabend neu verbunden. Die begleitende Bildprojektion wird von Tiemann selbst gestaltet, wofür er auch an die Original-Schauplätze reist. Die Klangeffekte werden sowohl vom Musiker als auch von den Sprecherinnen und Sprechern selbst erzeugt. Bei denen im viktorianischen Zeitalter spielenden Geschichten tritt das Ensemble in entsprechenden Kostümen auf.
Über die freien Produktionen hinaus hat Tiemann 2019 mit „Männergeschichten“ einen literarischen Abend zum Internationalen Männertag 2019 für das Amt für Gleichstellung der Stadt Münster erstellt und im Rathausfestsaal aufgeführt.
Zum Kern des in wechselnden Besetzungen auftretenden Ensembles zählen neben Tiemann Sarah Giese, Johannes Casser, Tilman Rademacher, Alban Renz, Alexander Rolfes, Stefan Nászay, Thomas Schweins, Judith Suermann, Markus von Hagen und Urs von Wulfen als Schauspieler sowie Philip Ritter, Jakob Reinhardt und Johannes Kraas als Musiker.
Während der COVID-19-Pandemie produzierte Tiemann zwischen April 2020 und Juli 2021 ausgewählte Hörspiel-Programme als Livestream, darunter auch die Premiere des selbst geschriebenen Live-Hörspiels ALARMSTUFE MOND.
Im Dezember 2021 erfolgte die erste Veröffentlichung eines Studio-Hörspiels auf Doppel-CD. Charles Dickens’ Weihnachtsgeschichte wurde dazu im Mai 2021 in einer Hörspielbearbeitung von Christoph Tiemann von über 20 Personen – Mitgliedern des Ensembles und Gästen – im Jovel-Tonstudio Münster eingesprochen. Die Musik komponierten Johannes Kraas und Philip Ritter eigens für diese Produktion.
Unter dem Namen Hörspiele sehen veröffentlicht Tiemann zusammen mit Björn Roguszka (Smackboom) den Theater ex libris-Podcast, der in jeder Folge ein neues Hörspiel aus dem aktuellen Programm sowie ein Mitglied des Ensembles vorstellt. Die erste Folge mit Sarah Giese als Gästin erschien am 5. März 2023.

## Theater (Autor)
- 2003: Warten auf Bobby Watson
- 2004: Othello – Abseits von Afrika[25]
- 2006: The All American Arztroman[26]
- 2015: MONDRAKETENMASSAKER, Ein Retrofuturistical[27]
- 2015: Die Mars-Chroniken[28]
- 2017: Das SOAP-ding[29]

## Theater (Schauspieler)
- 2006: Der zerbrochne Krug, Städtische Bühnen Münster[30]
- 2006: Minetti, Städtische Bühnen Münster
- 2006: Betrogen, Städtische Bühnen Münster
- 2007: Richard III., Städtische Bühnen Münster[31]
- 2007: King Arthur, Städtische Bühnen Münster[32]
- 2008: An der Arche um Acht, Theater Oberhausen[33]
- 2009: „O Täler weit, o Höhen“, Städtische Bühnen Münster[34]

## Kabarettprogramme
- 2008 – 2009: Verwurstung (kabarettistischer Jahresrückblick)[35]
- 2010 – 2012: Kabarettverbot (politisches Solo-Kabarett)[36]
- 2013 – 2016: Jetzt wird’s gewöhnlich (politisches Solo-Kabarett)[37]
- 2016 – heute: Angriffslustig (politisches Solo-Kabarett)[38]
- 2018 – heute: 3Uneinigkeit (theologisches Kabarett)[39]

## Lesungen & Live-Hörspiele
- 2010 – 2018: Die drei ???-Lesung
- 2013 – heute: Bis das Blut gefriert (Lesung)
- 2017 – heute: „nur ein wort“ – eine kurze Geschichte der Liebe in 9 1/2 Kapiteln (Lesung)[40]
- 2017 – heute: Der Kleine Prinz von Antoine de Saint-Exupéry (Lesung)[41]
- 2017 – heute: Charles Dickens’ Weihnachtsgeschichte (Live-Hörspiel)[42]
- 2019: Männergeschichten (Lesung)[43]
- 2019 – heute: Die Abenteuer des Sherlock Holmes (Live-Hörspiel, vier Einzelprogramme)[44]
- 2019 – heute: Dracula von Bram Stoker (Live-Hörspiel)[45]
- 2020 – heute: Alarmstufe Mond von Christoph Tiemann (Live-Hörspiel)[46]
- 2020 – heute: Die Schatzinsel von Robert Louis Stevenson (Live-Hörspiel)[47]
- 2021 – heute: Frankenstein von Mary Shelley (Live-Hörspiel)[48]
- 2021 – heute: Der satanarchäolügenialkohöllische Wunschpunsch von Michael Ende (Live-Hörspiel)[49]

## Radio
- seit 2004: ständige Beiträge in der WDR 2 Zugabe
- 2005: EinsLive Dekoder (Sprecher und Autor)
- seit 2009: Tiemanns Wortgeflecht, Serie, WDR 5
- 2011: Im Beichtstuhl, Serie, WDR 5
- 2015: Zukunftsträumereien, Feature, WDR5
- 2016: 3, 4, 7, 12, 13, 23 … Magisch, oder?, Feature, WDR5
- 2016: Kampfdrohnen in der griechischen Mythologie, Feature, WDR5
- 2016: 50 Jahre Star Trek, Feature, WDR 5
- 2016: Kirk Douglas wird 100, Feature, WDR 5[50]
- seit 2016: Tiemanns Meldung der Woche, Serie, WDR5
- 2016–2017: Moderation der WDR 2 Zugabe
- 2019: Alexander von Humboldt: Feature 250. Geburtstag, WDR 5[51]

## Veröffentlichungen
- Gebratene Störche mit phatten Beats – Redewendungen und Wortneuschöpfungen auf der Spur. Rowohlt Taschenbuch Verlag 2014, ISBN 978-3-499-62871-9
- Charles Dickens’ Weihnachtsgeschichte (Studio-Hörspiel, Doppel-CD, Eigenverlag, 2021)[52]

## Auszeichnungen
- 2010: Reinheimer Satirelöwe
- 2011: Die goldene Weißwurscht, 2. Platz[53]
- 2011: Nominierung Prix Pantheon[54]
- 2013: Kabarettpreis „Scharfe Barte“ der Stadt Melsungen[55]
- 2015: Kabarettpreis „Der Goldene Rottweiler“[56]
- 2015: Rösrather Kabarettfestival[57]
- 2016: Kabarettpreis Das Schwarze Schaf, 2. Platz[58]
- 2016: Kulturförderpreis der Stadt Selm[59]